# 漂浮性水生植物
漂浮性水生植物為沒有根固定在土裡的水生植物，植物體本身會隨著水流四處漂移。

## 特點
- 漂浮性水生植物其植物體的體型也較小，但是繁殖力相當驚人。
- 此類植物在水位過低時，根部就會固著在泥土中，但因定著性較差，所以，水位升高後，根部便會重新脫離土壤，漂浮在水面上。
- 其植物體內會有儲存空氣的構造，像氣室之類的，而葉面則有纖毛或蠟質，使水珠不易附著，這些特點均可使植物本身增加浮力，有助於植物體漂浮在水面生長。
- 例如：布袋蓮、槐葉蘋、浮萍及大萍等。

## 圖片

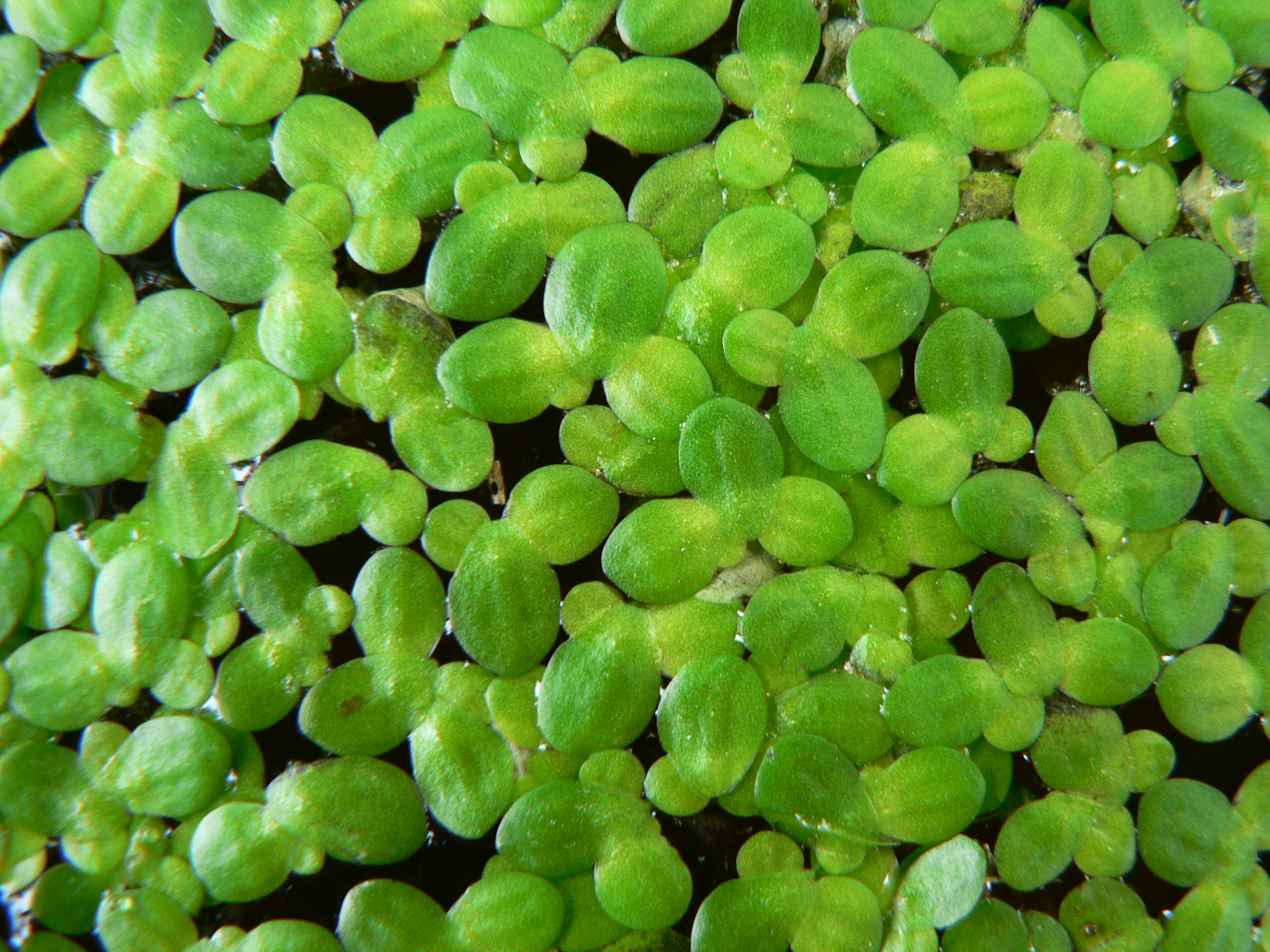
浮萍
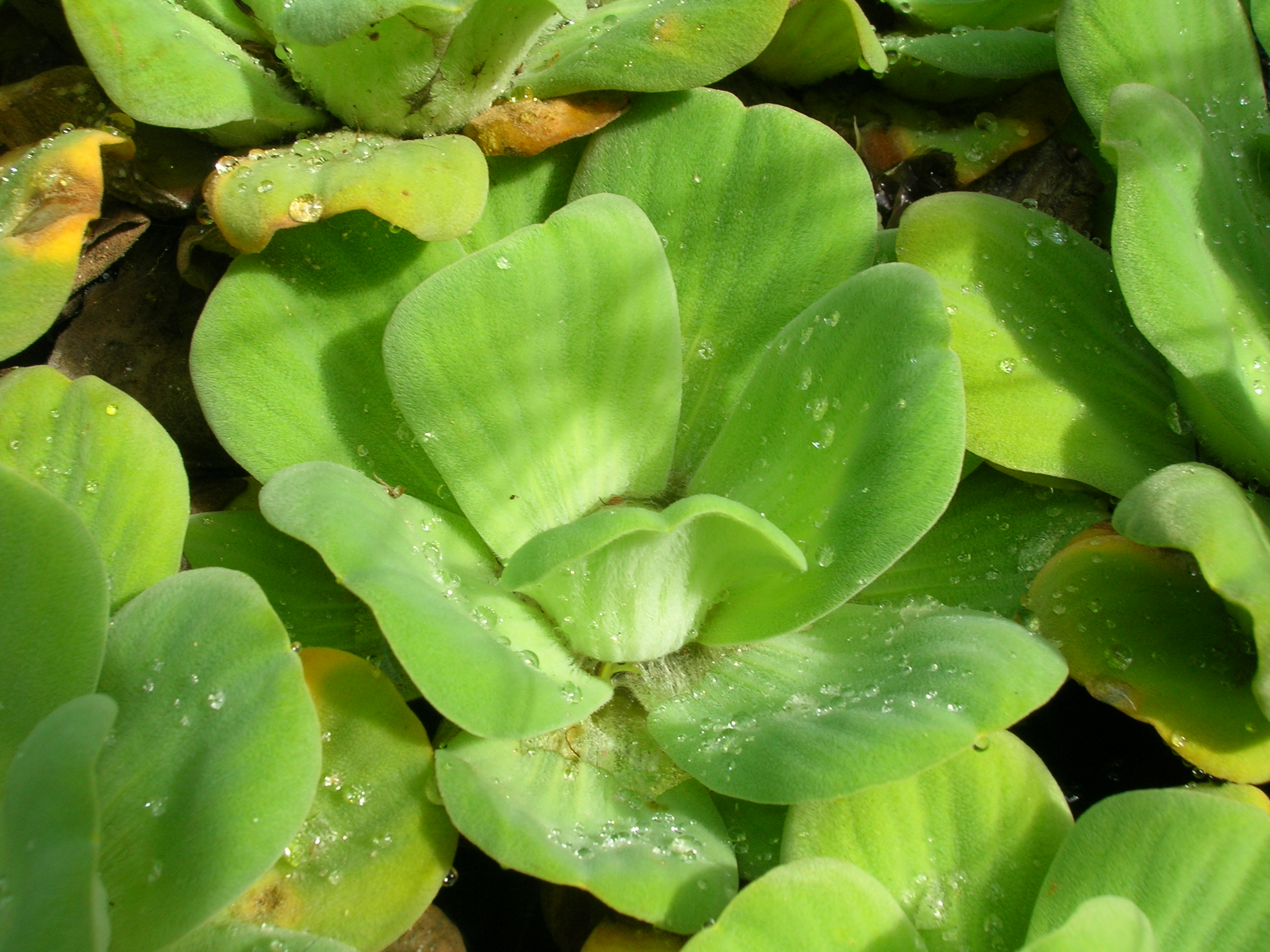
大萍
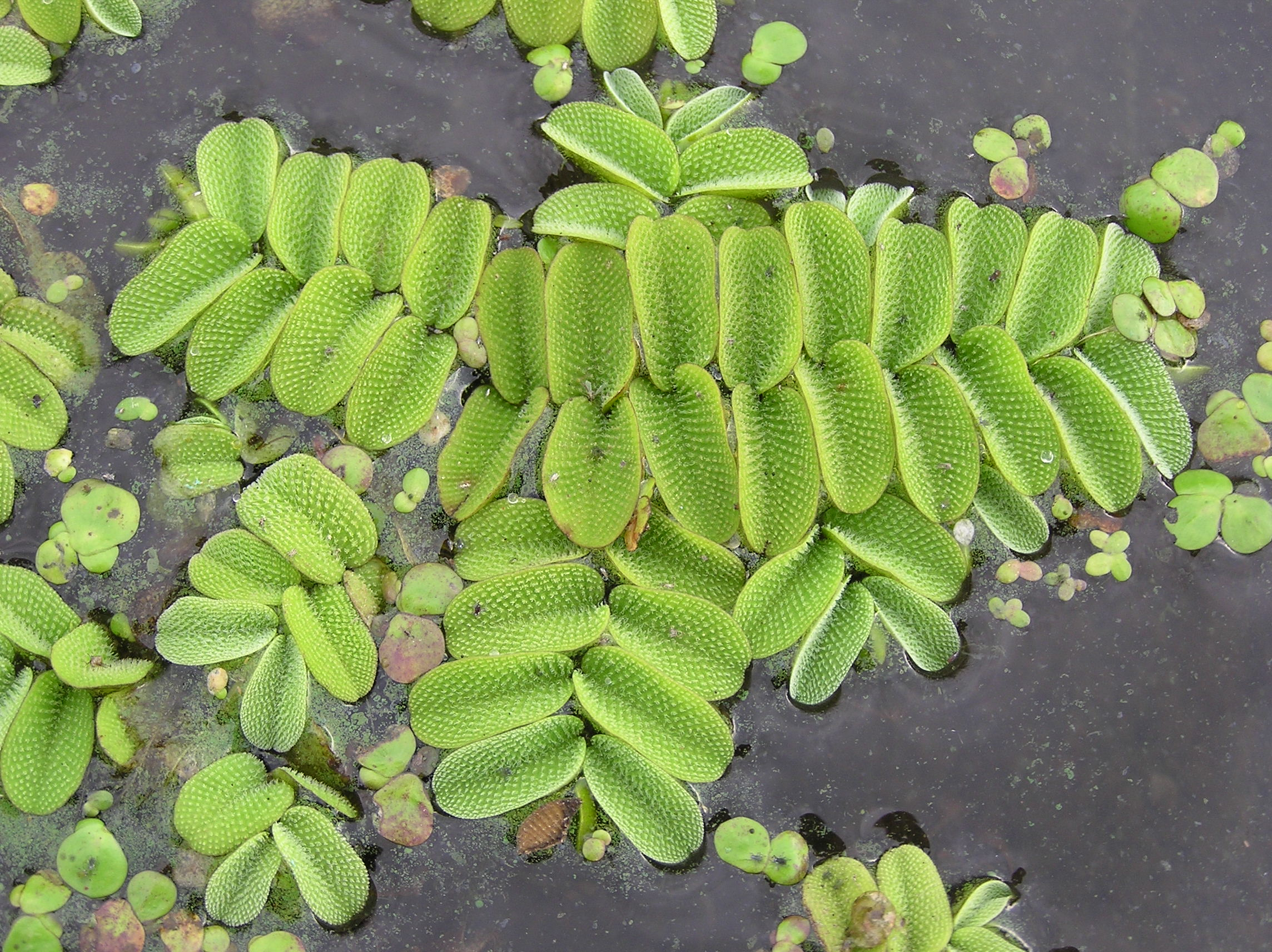
槐葉蘋
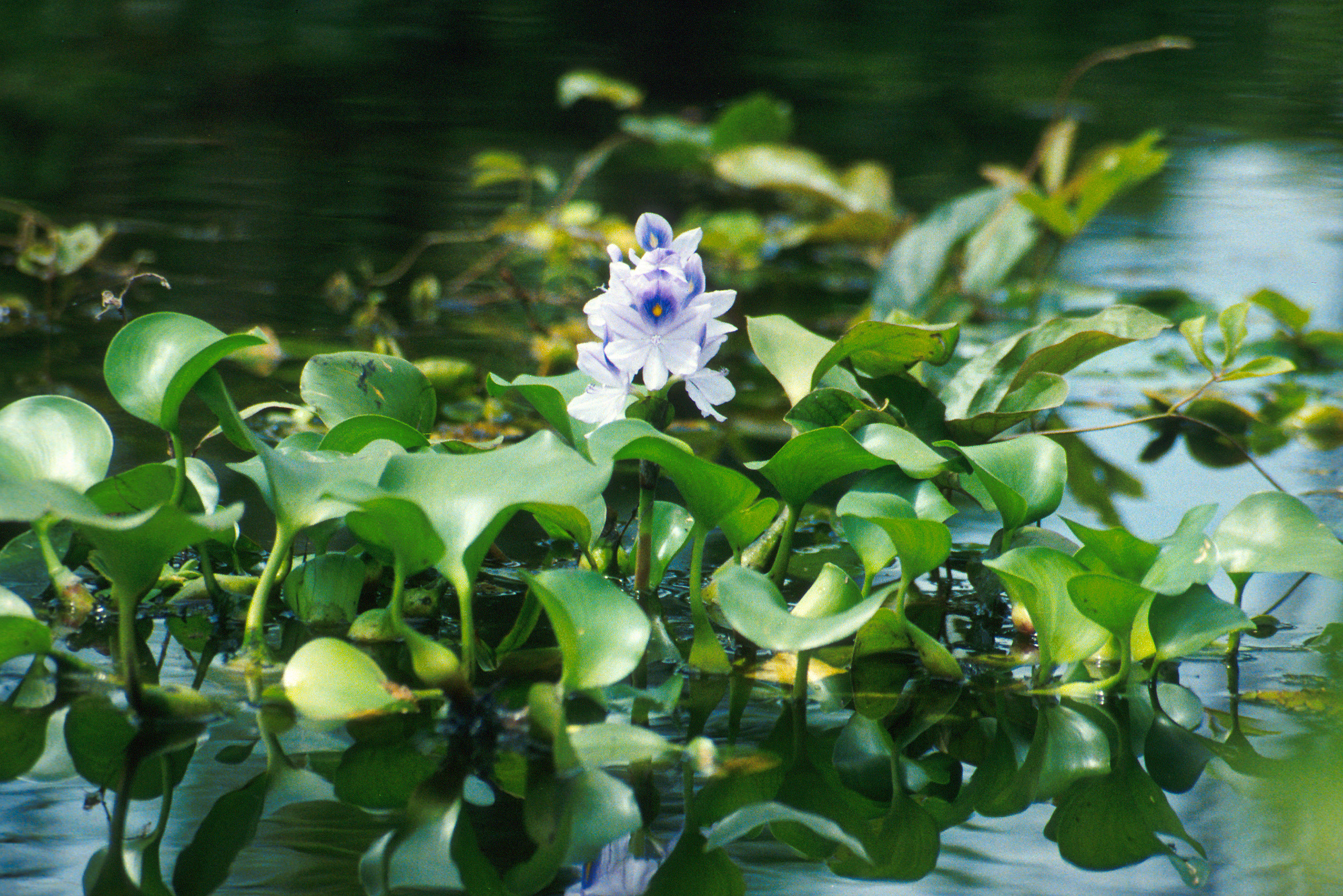
布袋蓮

## 外部連結
- Advice for Planting Aquatic Plants
- 水生植物目錄（可搜尋） （页面存档备份，存于）